# 小注入
小注入（英語：low level injection）是形成PN结的一种工作条件。在N型半导体中，当注入半导体材料的非平衡电子（通过光照注入、电注入等方法引入的两种载流子——电子、空穴总是成对出现）的浓度小于平衡时导带中电子的浓度时，我们称这种方法为小注入。对于P型半导体，则需要比较非平衡空穴与平衡时的空穴的浓度。在小注入的情况下，多数载流子的复合率为线性。